# 朱建
朱建（？—前177年），楚国人，西汉大臣。开始是淮南王英布的國相，英布欲反，他极力谏诤，因此刘邦封他为關內侯，稱平原君，迁居长安。为人刚直，与陆贾为好友。向汉文帝力保审食其免于一死。审食其被淮南厉王刘长所杀，朱建恐怕连坐，自刎而死。

## 延伸阅读
[在维基数据编辑]
 《史記/卷097》，出自司馬遷《史記》
 《漢書·卷043》，出自班固《漢書》